# Destrnik
Destrnik là một khu tự quản (tiếng Slovenia: občine, số ít – občina) trong vùng Podravska của Slovenia. Destrnik có diện tích 34.4 km2, dân số là theo điều tra ngày 31 tháng 3 năm 2002 là 2496 người. Thủ phủ khu tự quản Destrnik đóng tại Destrnik.